# South Dakota State Treasurer
Der South Dakota State Treasurer gehört zu den konstitutionellen Ämtern des Staates South Dakota. Der Amtsinhaber wird durch die wahlberechtigte Bevölkerung von South Dakota für eine vierjährige Amtszeit gewählt. Eine Person darf seit den Wahlen im Jahr 1992 maximal zwei aufeinanderfolgende Amtszeiten als State Treasurer dienen. Eine Amtszeit verläuft gleichzeitig mit der Amtszeit des Gouverneurs von South Dakota.
Der aktuelle Amtsinhaber ist Richard Sattgast, der seinen Posten im Januar 2011 antrat.

## Aufgaben und Pflichten
Die Aufgaben des South Dakota State Treasurer sind im Kapitel 1–10, Abschnitt 1 der South Dakota Codified Laws beschrieben. Sie lauten:
- alle öffentlichen Gelder, welche in die Staatskasse eingezahlt werden, erfassen und sichern
- wie gesetzlich geregelt das gleiche ausbezahlen
- andere Aufgaben ausführen, die durch das Gesetz vorgeschrieben sind.

## Vakanz
Nach den South Dakota Codified Laws wird der Posten des South Dakota State Treasurers vakant, wenn einer der folgenden Gründe vorliegt:
- Tod,
- Rücktritt,
- vom Posten enthoben,
- nicht erfüllte Kriterien, welche vom Gesetz gefordert sind,
- ist kein Einwohner des Staates mehr,
- eine Verurteilung wegen einer anrüchigen Straftat oder irgendeines Vergehens, welche eine Verletzung des offiziellen Amtseides entspricht, vorliegt oder
- ein bestätigter Vertragsbruchs hinsichtlich einer offiziellen Anleihe durch ein Gericht.

Sofern eine Vakanz bei dem South Dakota State Treasurer nach dem 1. Mai in einem geradzahligen Jahr vorliegt, ernennt der Gouverneur von South Dakota einen Ersatzmann für die verbleibende Amtszeit des State Treasurers. Wenn aber die Vakanz vor dem 1. Mai in einem geradzahligen Jahr vorliegt, muss der Posten mittels einer Wahl besetzt werden. Eine Ausnahme bildet das Jahre, indem die Amtszeit normalerweise endet. Eine Person, die zum State Treasurer gewählt wurde um eine Vakanz zu füllen, tritt unmittelbar nach der Wahl seinen Posten an.

## Dakota-Territorium *
| #  | Treasurer       | Amtszeit  |
| -- | --------------- | --------- |
| 1  | G. G. Irish     | 1861–1863 |
| 2  | J. O. Taylor    | 1863–1864 |
| 3  | M. K. Armstrong | 1865–1868 |
| 4  | T. K. Hovey     | 1869–1870 |
| 5  | E. A. Sherman   | 1871–1874 |
| 6  | John Clementson | 1875–1877 |
| 7  | W. H. McVay     | 1878–1883 |
| 8  | J. W. Raymond   | 1883–1887 |
| 9  | J. D. Lawler    | 1887–1888 |
| 10 | Joseph Bailey   | 1889      |

* 1889 in die Bundesstaaten North Dakota und South Dakota geteilt 

## Bundesstaat South Dakota
| #  | State Treasurer   | Amtszeit  | Parteizugehörigkeit |
| -- | ----------------- | --------- | ------------------- |
| 1  | Wilbur F. Smith   | 1889–1891 | Republikaner        |
| 2  | W. W. Taylor      | 1891–1895 | Republikaner        |
| 3  | Kirk G. Philips   | 1895–1899 | Republikaner        |
| 4  | John Schamber     | 1899–1903 | Republikaner        |
| 5  | C. B. Collins     | 1903–1907 | Republikaner        |
| 6  | C. H. Cassill     | 1907–1909 | Republikaner        |
| 7  | George G. Johnson | 1909–1913 | Republikaner        |
| 8  | A. W. Ewert       | 1913–1917 | Republikaner        |
| 9  | G. H. Helgerson   | 1917–1921 | Republikaner        |
| 10 | W. S. O’Brien     | 1921–1923 | Republikaner        |
| 11 | James L. Driscoll | 1923–1927 | Republikaner        |
| 12 | A. J. Moodie      | 1927–1931 | Republikaner        |
| 13 | A. C. Goodhope    | 1931–1933 | Republikaner        |
| 14 | Frank G. Siewert  | 1933–1937 | Demokrat            |
| 15 | W. H. Hinselman   | 1937–1939 | Demokrat            |
| 16 | W. G. Douglas     | 1939–1942 | Republikaner        |
| 17 | John N. Thompson  | 1942–1943 | Republikaner        |
| 18 | E. V. Youngquist  | 1943–1945 | Republikaner        |
| 19 | Hazel Dean        | 1945–1947 | Republikaner        |
| 20 | C. E. Buehler     | 1947–1951 | Republikaner        |
| 21 | Theodore Mehlhaf  | 1951–1955 | Republikaner        |
| 22 | Ed T. Elkins      | 1955–1959 | Republikaner        |
| 23 | Al Hamre          | 1959–1963 | Republikaner        |
| 24 | Lloyd Jorgenson   | 1963–1967 | Republikaner        |
| 25 | Al Hamre          | 1967–1969 | Republikaner        |
| 26 | Neal Strand       | 1969–1973 | Republikaner        |
| 27 | David Volk        | 1973–1990 | Republikaner        |
| 28 | Janis Y. Kelley   | 1990–1991 | Republikaner        |
| 29 | G. Homer Harding  | 1991–1994 | Republikaner        |
| 30 | Richard D. Butler | 1995–2003 | Demokrat            |
| 31 | Vernon L. Larson  | 2003–2011 | Republikaner        |
| 32 | Richard Sattgast  | seit 2011 | Republikaner        |